# Jernbanegade (Viborg)
 For alternative betydninger, se Jernbanegade. (Se også artikler, som begynder med Jernbanegade)
Jernbanegade er en vej i Viborg. Den er cirka 280 meter lang og går fra Banegårdspladsen ved Banegårds Allé, Toldbodgade og Viborg Station, til krydset Sct. Mathias Gade / Vesterbrogade i nordøst.
I 1896 blev byens banegård flyttet fra den vestlige bred af Søndersø til den nuværende placering, og gaden blev navngivet "Jernbanegade". Det var før den nuværende Sct. Jørgens Vej der hed Jernbanegade. 